# I've Been Killing Slimes for 300 Years and Maxed Out My Level
«I've Been Killing Slimes for 300 Years and Maxed Out My Level» (яп. スライム倒して300年、知らないうちにレベルMAXになってました, Suraimu Taoshite Sanbyaku-nen, Shiranai Uchi ni Reberu Makkusu ni Nattemashita, Вбиваючи слиз 300 років, я досягла найвищого рівня) — серія ранобе в жанрі ісекай, написана Кісецу Морітою та ілюстрована Беніо. Вона публікувалася онлайн з 2016 року на вебсайті Shōsetsuka ni Narō, а наступного року її придбало видавництво SB Creative, яке опублікувало перший том ранобе у 2017 році. Ліцензію на публікацію ранобе в Північній Америці отримало видавництво Yen Press, яке опублікувало перший том у квітні 2018 року. У тому ж році, що й дебют ранобе, Юсуке Сіба створив манґа-адаптацію, яка публікувалася на вебсайті Gangan Online видавництва Square Enix і також була ліцензована Yen Press. Аніме-серіал від студії Revoroot транслювався з квітня по червень 2021 року. Другий сезон від студії Teddy вийшов у квітні 2025 року, а закінчився у червні того ж року. Серія також породила різні спіноф романи.

## Сюжет
Провівши болісне життя офісної працівниці на Землі, Адзуса помирає від перевтоми. Вона перероджується в новому світі богинею як безсмертна, вічно юна відьма і тепер вирішує проводити свої дні якомога приємніше та без стресу. Вона заробляє на життя полюванням на слимаків, найлегших мішеней. Але після століть виконання цієї простої роботи вона стала надзвичайно могутньою і розуміє, що більше не може підтримувати свій спокійний спосіб життя.

## Персонажі
Адзуса Айзава (яп. アズサ・アイザワ / 相沢梓, Azusa Aizawa / Aizawa Azusa)
Сейю: Аой Юкі (оригінал), Скайлер Девенпорт (англійський дубляж)
Колишня японська офісна працівниця, яка переродилася безсмертною відьмою, відомою як «Відьма Високогір'я» (яп. 高原の魔女, Kōgen no Majo). Після того, як вона вбила мільйони слимаків протягом 300 років, вона стала бійцем 99-го рівня. Втомлена від будь-якої перевтоми та хвилювань після своєї передчасної смерті в минулому житті, вона прагне до легкого існування, але як тільки поширюється звістка про її безпрецедентну майстерність, вона опиняється в облозі претендентів, які намагаються довести свою силу на ній, або всіляких людей, охочих приєднатися до неї. Однак вона співчутлива і з часом стає дуже захищає свою прийомну сім'ю, на велике роздратування будь-кого, хто навмисно їм загрожує.
Лайка (яп. ライカ, Raika)
Сейю: Каеде Хондо (оригінал), Рашель Гегер (англійський дубляж)
Приблизно 300-річна дівчина-червоний дракон, яка вміє змінювати форму. Спочатку зарозуміла, вона прийшла до Адзуси, щоб битися з нею і довести, що вона сильніша за неї. Після того, як Адзуса її легко перемогла, вона приєднується до неї як її перша учениця та економка, зрештою ставши її названою молодшою сестрою. Вона ворогує з Флаторте.
Фальфа (яп. ファルファ, Farufa)
Сейю: Саяка Сенбонгі (оригінал), Лізе Фріман (англійський дубляж)
Приблизно 50-річна дівчинка-дух слимака, старша з сестер-близнючок. Вона одна з названих дочок Адзуси. І вона, і її сестра Шальша є перевтіленнями слимаків, яких Адзуса вбивала, щоб заробити на життя; але якщо Шальша спочатку глибоко ображена на Адзусу, то Фальфа обожнює її і вважає їхньою «матір'ю».
Шальша (яп. シャルシャ, Sharusha)
Сейю: Танака Мінамі (оригінал), Сузі Єнґ (англійський дубляж)
Молодша сестра-близнючка Фальфи, дух слимака. Вона одна з названих дочок Адзуси. Керована почуттям помсти Адзусі за вбивство всіх слимаків, вона вивчила тип магії, ефективний лише проти однієї конкретної раси, але натомість достатньо потужний, щоб протистояти навіть магії Адзуси; вона також дуже добре обізнана в магічній історії. Після того, як Лайка її дуже легко перемогла, Шальша та Фальфа приєднуються до дому Адзуси на її запрошення. Зрештою, вона відмовилася від свого бажання помсти, дізнавшись, що Адзуса не єдина, хто полює на слимаків. Вона дуже допитлива і за звичкою записує все нове, з чим стикається.
Халкара (яп. ハルカラ, Harukara)
Сейю: Саяка Харада (оригінал), Ксанті Хуінь (англійський дубляж)
Молода (приблизно 225-річна) жінка-ельфійка, аптекарка з провінції Франт, з дуже різкими перепадами настрою та пишною фігурою. Вона винайшла надзвичайно популярний енергетичний напій на основі алкоголю; але коли його випила повелителька демонів Вельзевул, вона захворіла (від перевтоми після того, як пристрастилася до нього), а потім погналася за Халкарою, після чого ельфійка, вважаючи, що Вельзевул насправді хоче помсти, втекла до Адзуси за захистом. Після того, як їй надали притулок і непорозуміння з Вельзевул було з'ясовано, Халкара вирішує залишитися з Адзусою та відновити виробництво свого енергетичного напою. Вона дуже добре знається на грибах, але розсіяна та схильна до нещасних випадків.
Вельзевул (яп. ベルゼブブ, Beruzebubu)
Сейю: Манамі Нумакура (оригінал), Еріка Мендес (англійський дубляж)
Приблизно 3000-річна високопоставлена жінка-демон, міністр сільського господарства Демонічного царства та Володарка Мух. Переслідуючи Халкару після того, як пристрастилася до її енергетичного напою (щоб відновити його виробництво), вона викликає Адзусу на бій, але непритомніє від виснаження, і Адзуса та Халкара повертають її до здоров'я. Після того, як непорозуміння було з'ясовано, вона мирно йде, але клянеться повернутися, щоб звести рахунки з Адзусою (які вона зрештою програє) та отримати ще напою Халкари, хоча вона починає освоюватися як одна з «родини» Адзуси, зрештою стаючи названою старшою сестрою Адзуси.
Флаторте (яп. フラットルテ, Furattorute)
Сейю: Адзумі Вакі (оригінал), Ембер Лі Коннорс (англійський дубляж)
Понад 400-річна дівчина-синій дракон, яка вперше зустрічає Адзусу та її велику родину, коли вона та її зграя намагаються зірвати весілля старшої сестри Лайки через просту заздрість, що її прямолінійність відштовхнула її власного нареченого. Після того, як Адзуса самотужки розбиває агресорів, а Вельзевул зупиняє останній акт агресії, її змушують підписати мирний договір між червоними та синіми драконами. Після цього, як частину її мирних зобов'язань, вона також (на велике відраза Лайки, що призводить до їхнього суперництва) приєднується до трупи Адзуси — єдиною альтернативою було самогубство через її культуру.
Розалі (яп. ロザリー, Rozarī)
Сейю: Ріхо Суґіяма (оригінал), Енн Ятко (англійський дубляж)
Дівчина-привид, яка померла близько 200 років тому у віці 15 років. Дочка купця, який збанкрутував, вона наклала на себе руки, дізнавшись, що батько хоче продати її в повії. Її неспокійний дух почав переслідувати маєток купця, який пізніше став місцем розташування нової фабрики енергетичних напоїв Халкари. Після того, як її спіймали Адзуса, Халкара та Вельзевул, її з деякими зусиллями переселяють до будинку Адзуси, і вона приєднується до її названої родини.
Фатла (яп. ファートラ, Fātora)
Сейю: Міку Іто (оригінал), Вероніка Тейлор (англійський дубляж)
Жінка-левіафан, секретарка Вельзевул та старша сестра Ванії. І вона, і Ванія є перевертнями, здатними приймати форму гігантського літаючого кита. Попри міф про те, що левіафани є водними істотами, насправді вони живуть у повітрі і зазвичай використовуються демонами, дияволами та їхніми привілейованими гостями як живий транспорт (з курортним готелем на спині). Щоб виконати це зобов'язання, обидві сестри працюють разом: поки одна здійснює перевезення, інша користується готельними зручностями (особливо ванною), щоб відпочити. Незабаром сестри стають частиною родини Адзуси.
Ванія (яп. ヴァーニア, Vānia)
Сейю: Арі Одзава (оригінал), Аллегра Кларк (англійський дубляж)
Жінка-левіафан, помічниця секретарки Вельзевул та молодша сестра Фатли.
Пекора / Проват Пекора Алльєр (яп. ペコラ / プロヴァト・ペコラ・アリエース, Pekora / Purovato Pekora Ariēsu)
Сейю: Юкарі Тамура (оригінал), Коріна Боттгер (англійський дубляж)
Понад 1000-річна дівчина-демон і «Король» Демонічного царства зі столиці Ванзельд. Попри її грізний титул, її природна форма — мила, мініатюрна дівчинка з баранячими рогами та трьома хвостами, і вона здебільшого напрочуд весела та неформальна. У неї також є комплекс підпорядкування; після того, як Халкара випадково нокаутувала її, а Адзуса перемогла її в дуелі за життя Халкари, вона охоче підкоряється своїй «завойовниці». Тепер вона вважає себе молодшою сестрою Адзуси.
Розумний Слиз (яп. 賢いスライム, Kashikoi Suraimu, lit. 'Wise slime')
У манзі: Смарслі / Розумний Слиз (яп. 賢スラ / 賢いスライム, Kensura / Kashikoi Suraimu)
В аніме: Інтеллі / Інтелектуальний Слиз (яп. 賢スラ / 賢いスライム, Kensura / Kashikoi Suraimu)
Звичайний слиз абсолютно чорного кольору.
Смарслі (в манзі) / Інтеллі (в аніме) — ім'я, яке йому дала Адзуса.
Візлі / Слиз-Чарівник (яп. マースラ / 魔法使いスライム, Māsura / Mahō Tsukai Suraimu)
В аніме: Магі / Слиз-Маг (яп. マースラ / 魔法使いスライム, Māsura / Mahō Tsukai Suraimu)
Сейю: Міюрі Шімабукуро
Дівчина-слиз-маг, яка виглядає як 15-річна блондинка, але їй 300 років.
Візлі (в ранобе та манзі) / Магі (в аніме) — ім'я, яке їй дала Адзуса.
Файтслі / Слиз-Боєць (яп. ブッスラー / 武道家スライム, Bussurā / Budōka Suraimu)
В аніме: Файті / Слиз-Боєць (яп. ブッスラー / 武道家スライム, Bussurā / Budōka Suraimu)
Сейю: Аяса Іто (оригінал), Вероніка Тейлор (англійський дубляж)
Приблизно 300-річна дівчина-слиз-боєць, яку Адзуса та інші шукають, коли Фальфа застрягає у формі слимака після того, як у неї заклинило шию. Вона дуже меркантильна і вважає бої засобом для збору все більшої кількості призів. Після того, як Адзуса її легко перемогла, вона розглядає можливість приєднатися до неї як учениця бойових мистецтв, але натомість стає ученицею Вельзевул, дізнавшись про слимаків, яких вбила Адзуса.
Файтслі (в ранобе та манзі) / Файті (в аніме) — ім'я, яке вона сама вирішила використовувати, і його їй не давала Адзуса.
Ено (яп. エノ, Eno)
Сейю: Хікару Тоно (оригінал), Анаіріс Кіньйонес (англійський дубляж)
Понад 150-річна безсмертна відьма, відома як «Відьма Гроту» (яп. 洞窟の魔女, Dōkutsu no Majo). Наївна та смертельно сором'язлива, але прагнучи визнання, вона узурпує титул «Високогірної Відьми», щоб скористатися репутацією Адзуси та завести нових друзів. Коли Адзуса дізнається про фальшивку, вона протистоїть Ено, а потім допомагає їй продавати її ліки на основі мандрагори, які виявляються надзвичайно популярними. Її титул походить від розташування її майстерні, яка знаходиться у важкодоступному підземному місці, що й сприяло її початковій невідомості.
Понделі (яп. ポンデリ, Ponderi)
Нежива дівчина-кішка, яка померла 40 років тому, тому що стала настільки ледачою від нудьги, що забула навіть поїсти. Після воскресіння вона стала охоронцем кладовища, але почувалася самотньою без компанії. Коли вона не хоче йти до Демонічного царства, Адзуса вирішує проблему, запропонувавши Вельзевул зробити Понделі гравцем у демонічному казино, оскільки дівчина-кішка неймовірно добре грає в карти.
Лейла (яп. レイラ, Reira)
Сейю: Сакура Накамура
Старша сестра Лайки, яка виходить заміж пізніше в історії.
Наталі (яп. ナタリー, Natarī)
Сейю: Саяка Кікучі (оригінал), Раян Бартлі (англійський дубляж)
Теперішня власниця гільдії Флатти.

## Медіа

### Ранобе
Спочатку серію публікував Кісецу Моріта на вебсайті Shōsetsuka ni Narō у 2016 році. Видавництво SB Creative придбало серію, а потім почало публікувати її у своєму імпринті GA Novel як ранобе в січні 2017 року. Станом на квітень 2025 року було випущено двадцять сім томів.
| №  | Дата виходу       | ISBN                                               |
| -- | ----------------- | -------------------------------------------------- |
| 01 | 14 січня 2017     | ISBN 978-4-7973-9044-5                             |
| 02 | 15 квітня 2017    | ISBN 978-4-7973-9176-3                             |
| 03 | 15 липня 2017     | ISBN 978-4-7973-9295-1                             |
| 04 | 13 жовтня 2017    | ISBN 978-4-7973-9296-8                             |
| 05 | 15 січня 2018     | ISBN 978-4-7973-9297-5 ISBN 978-4-7973-9298-2 (СВ) |
| 06 | 13 квітня 2018    | ISBN 978-4-7973-9617-1                             |
| 07 | 14 липня 2018     | ISBN 978-4-7973-9619-5 ISBN 978-4-7973-9618-8 (СВ) |
| 08 | 15 листопада 2018 | ISBN 978-4-7973-9913-4                             |
| 09 | 15 березня 2019   | ISBN 978-4-8156-0096-9 ISBN 978-4-8156-0097-6 (СВ) |
| 11 | 12 грудня 2019    | ISBN 978-4-8156-0275-8                             |
| 12 | 14 квітня 2020    | ISBN 978-4-8156-0559-9 ISBN 978-4-8156-0276-5 (СВ) |
| 13 | 14 липня 2020     | ISBN 978-4-8156-0705-0                             |
| 14 | 14 жовтня 2020    | ISBN 978-4-8156-0651-0 ISBN 978-4-8156-0650-3 (СВ) |
| 15 | 14 січня 2021     | ISBN 978-4-8156-0706-7                             |
| 16 | 13 квітня 2021    | ISBN 978-4-8156-0708-1 ISBN 978-4-8156-0707-4 (СВ) |
| 17 | 12 червня 2021    | ISBN 978-4-8156-1090-6                             |
| 18 | 14 вересня 2021   | ISBN 978-4-8156-1091-3                             |
| 19 | 14 грудня 2021    | ISBN 978-4-8156-1347-1                             |
| 20 | 14 квітня 2022    | ISBN 978-4-8156-1393-8                             |
| 21 | 11 серпня 2022    | ISBN 978-4-8156-1640-3                             |
| 22 | 16 січня 2023     | ISBN 978-4-8156-1873-5                             |
| 23 | 14 липня 2023     | ISBN 978-4-8156-2034-9                             |
| 24 | 14 листопада 2023 | ISBN 978-4-8156-2035-6                             |
| 25 | 9 серпня 2024     | ISBN 978-4-8156-2707-2                             |
| 26 | 15 грудня 2024    | ISBN 978-4-8156-2708-9                             |
| 27 | 12 квітня 2025    | ISBN 978-4-8156-2709-6                             |

У томах 5-7, 20 та 21 ранобе в кінці цих томів було опубліковано спеціальну історію про персонажа Вельзевул. У вересні 2019 року ці історії були зібрані в окремий том і видано спіноф під назвою «Я була чиновником нижчої ланки 1500 років, і король демонів зробив мене міністром» (яп. ヒラ役人やって1500年、魔王の力で大臣にされちゃいました, Hira Yakunin Yatte 1500-nen, Maō no Chikara de Daijin ni Sarechaimashita), опублікований SB Creative у імпринті GA Novel за авторства Кісецу Моріти та ілюстраціями Беніо.
| № | Дата виходу     | ISBN                   |
| - | --------------- | ---------------------- |
| — | 13 вересня 2019 | ISBN 978-4-8156-0116-4 |

У томах 8-10 ранобе в кінці цих томів було опубліковано ще одне спіноф ранобе під назвою «Їжа для ельфа» (яп. エルフのごはん, Erufu no Gohan), спеціальну історію про персонажа Халкара.
У томах 11-13, 16 та 18-19 ранобе в кінці цих томів було опубліковано ще одне спіноф ранобе під назвою «Жіноча академія Червоного Дракона» (яп. レッドドラゴン女学院, Reddo Doragon Jogakuin), спеціальну історію про персонажа Лайка.
У 17-му томі ранобе в кінці цього тому було опубліковано  ще одне спіноф ранобе під назвою «Біла подорож маркграфа» (яп. 辺境伯の真っ白旅, Henkyōhaku no Masshiro Tabi), спеціальну історію про персонажа Вінона.

### Манґа
У червні 2017 року Square Enix почала публікувати манґа-адаптацію серії, створену Юсуке Сібою, на своєму онлайн-вебсайті та в мобільному додатку Gangan Online. Станом на березень 2025 року було випущено шістнадцять томів у форматі танкобон.
| №  | Дата виходу       | ISBN                                               |
| -- | ----------------- | -------------------------------------------------- |
| 1  | 12 січня 2018     | ISBN 978-4-7575-5582-2                             |
| 2  | 22 червня 2018    | ISBN 978-4-7575-5751-2                             |
| 3  | 13 листопада 2018 | ISBN 978-4-7575-5912-7                             |
| 4  | 12 квітня 2019    | ISBN 978-4-7575-6085-7                             |
| 5  | 12 вересня 2019   | ISBN 978-4-7575-6286-8                             |
| 6  | 12 лютого 2020    | ISBN 978-4-7575-6502-9                             |
| 7  | 12 вересня 2020   | ISBN 978-4-7575-6749-8                             |
| 8  | 12 березня 2021   | ISBN 978-4-7575-7122-8 ISBN 978-4-7575-7123-5 (СВ) |
| 9  | 11 червня 2021    | ISBN 978-4-7575-7321-5                             |
| 10 | 10 грудня 2021    | ISBN 978-4-7575-7630-8                             |
| 11 | 10 червня 2022    | ISBN 978-4-7575-7965-1                             |
| 12 | 12 грудня 2022    | ISBN 978-4-7575-8307-8                             |
| 13 | 12 липня 2023     | ISBN 978-4-7575-8663-5                             |
| 14 | 9 лютого 2024     | ISBN 978-4-7575-9050-2                             |
| 15 | 9 серпня 2024     | ISBN 978-4-7575-9353-4                             |
| 16 | 12 березня 2025   | ISBN 978-4-7575-9739-6                             |

Манґа-адаптацію спіноф ранобе «Я був чиновником нижчої ланки 1500 років, і король демонів зробив мене міністром» було запущено на вебсайті та в мобільному додатку Square Enix Gangan Online, і Мейші Муракамі знову взяв участь у її створенні.
| № | Дата виходу     | ISBN                   |
| - | --------------- | ---------------------- |
| 1 | 12 вересня 2019 | ISBN 978-4-7575-6287-5 |
| 2 | 12 лютого 2020  | ISBN 978-4-7575-6503-6 |
| 3 | 12 вересня 2020 | ISBN 978-4-7575-6750-4 |

Манґа-адаптацію спіноф ранобе «Жіноча академія Червоного Дракона» було запущено в мобільному додатку Square Enix Manga UP!, і Хіцудзібако знову взяв участь у її створенні.
| № | Дата виходу    | ISBN                   |
| - | -------------- | ---------------------- |
| 1 | 10 грудня 2021 | ISBN 978-4-7575-7631-5 |
| 2 | 9 серпня 2024  | ISBN 978-4-7575-9354-1 |

### Аніме
Про створення аніме-серіалу було оголошено під час прямої трансляції події «GA Fes 2019» 19 жовтня 2019 року. Його виробництвом займалася студія Revoroot, режисером став Нобукаґе Кімура, Тацуя Такахаші відповідав за композицію серіалу, Кейсуке Ґото розробляв дизайн персонажів, а Кейдзі Інай писав музику до серіалу. Серіал транслювався з 10 квітня по 26 червня 2021 року на телеканалі AT-X та інших мережах. Початковою музичною темою стала пісня «Gudafuwa Everyday» (яп. ぐだふわエブリデー, «Ліниві та пухнасті будні») у виконанні Аої Юкі, а завершальною — «Viewtiful Days!» у виконанні Адзумі Вакі. Crunchyroll транслював серіал за межами Азії. У Південно-Східній та Південній Азії ліцензію на серіал отримала Muse Communication. Серіал транслювався в цьому регіоні на телеканалі Animax Asia.
У січні 2022 року було оголошено, що серіал отримає другий сезон. Його виробництвом займається студія Teddy, режисером став Куніхіса Суґішіма, Наохіро Фукушіма відповідає за композицію серіалу, Хікару Кодама розробляє дизайн персонажів, а Кейдзі Інай знову повертається до написання музики до серіалу. Прем'єра сезону відбулася 5 квітня 2025 року і тривала по 21 червня 2025 року. Початковою музичною темою стала пісня «So Lucky» у виконанні Юі Оґури, а завершальною — «Eeny, Meeny, Miny, Moe» (яп. イニミニマニモ) у виконанні Аґурі Оніші.

## Сприйняття
У 2019 році ранобе посіло дев'яте місце в щорічному путівнику по ранобе від Takarajimasha «Kono Light Novel ga Sugoi!» у категорії «танкобон».